# تشونغين
شكّل التشونغين (بالهانغل: 중인، وبالهانجا: 中人) أو الجونغ-إن الطبقة الوسطى العليا من مملكة جوسون في المجتمع الكوري في العصور الوسطى وأوائل العصور الحديثة. يعني الاسم «تشونغين» بالضبط «الأشخاص المتوسطين». هذه الطبقة المتميزة من عامة الناس تألفت من مجموعة صغيرة من البيروقراطيين الصغار وغيرهم من العمال المهرة المتعلمين تعليمًا عاليًا، إذ مكّنت مهاراتُهم الفنية والإدارية العائلةَ الملكية واليانغبان من حكم الطبقات الدنيا. كان التشونغين شريان الحياة للبيروقراطية الزراعية الكونفوشيوسية، واعتمدت عليهم الطبقات العليا في الحفاظ على قبضتها القوية على الناس. تعدّ تقاليدهم وعاداتهم تمهيدًا للأنظمة الإدارية الكورية الحديثة في كل من كوريا الشمالية وكوريا الجنوبية.

## الوظائف والأدوار في المجتمع

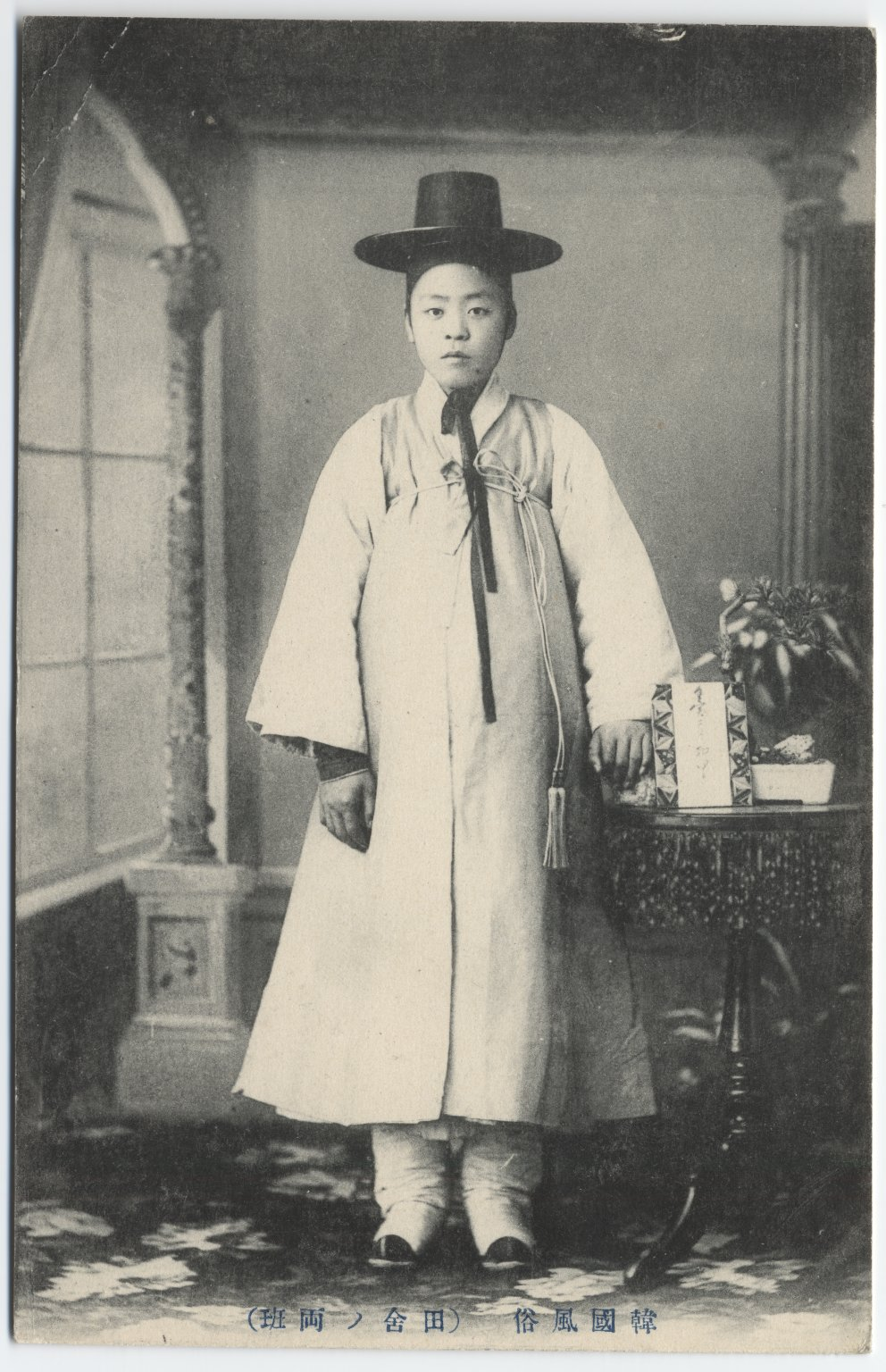
شاب كوري من الطبقة الوسطى عام 1904

في كوريا الملكية، خاصة خلال فترة حكم مملكة جوسون، كان التشونغين أدنى من اليانغبان الأرستقراطيين ولكن أعلى مكانة من الطبقة المتوسطة الدنيا والطبقة العاملة لعامة الشعب من حيث الرتبة الاجتماعية. وكان من بينهم متخصصون ذوو تعليم عالٍ توظّفهم الحكومة ويتمتعون بمكانة مماثلة للعمال ذوي الياقات البيضاء الحديثة (مثل المترجمين الفوريين والعلماء والمهندسين والأطباء ورجال القانون وعلماء الفلك والمحاسبين والخطّاطين والموسيقيين) وضباط الجيش الذين ينتمون إلى عائلات المتخصصين التقنيين أو تجمعهم بها روابط زواج وموظفو الحكومة الوراثية (الرئيسيين والمحليين)، والأطفال غير الشرعيين من الأرستقراطيين.
في الحياة اليومية، كان التشونغين أدنى من اليانغبان الأرستقراطيين، لكنهم كانوا متفوقين على طبقة السانغمن التي تضم الطبقة الوسطى الدنيا والطبقة العاملة. تركّزت أدوارهم على الموظفين الفنيين والإداريين الثانويين الذين دعموا هيكل الحكومة. عمل التشونغين الأعلى رتبة -الموظفين المحليين- على تمكين اليانغبان إداريًا لقمع الطبقات الدنيا، ولا سيما السيطرة الكاملة على السانغمن. كانت طبقة التشونغين بمنزلة الطبقة المتوسطة وكانوا أساسًا من البيروقراطيين الصغار في المناطق الريفية خاصةً.
على الرغم من أن طبقة التشونغين كانت أقل شأنًا من الطبقة الأرستقراطية من حيث المكانة الاجتماعية، إلا أن التشونغين المتعلمين تعليمًا عاليًا تمتعوا بامتيازات ونفوذ أكبر بكثير من عامة الشعب الذين ينتمون إلى الطبقة الوسطى الدنيا والطبقة العاملة. على سبيل المثال، لم تُفرض الضرائب على التشونغين ولم يخضعوا للتجنيد العسكري. مثلهم مثل اليانغبان، سُمح لهم بالعيش في الجزء الأوسط من المدينة، ومن هنا جاء اسم «الأشخاص المتوسطون». أيضًا، كان التشونغين ميّالين إلى الزواج من طبقتهم ومن طبقة اليانغبان. بالإضافة إلى ذلك، منذ أن أصبحوا مؤهلين لدخول القصر بصفة خادمين ملكيين، كان من الممكن لفتاة من التشونغين إذا حظي والدها بسمعة طيبة أو علاقات جيدة وكانت قادرة على جذب انتباه الملك أو الملكة الأرملة، أن تصبح قرينة ملكية أو حتى قرينة ملكية نبيلة، وهو ثالث أعلى مستوى في التسلسل الهرمي لحريم الملك، بعد الملكة الأرملة والملكة. ومن الأمثلة على ذلك القرينة الملكية النبيلة هي من عشيرة جانغ، والدة غيونغجونغ.
ومع ذلك، لنيل رتبة التشونغين الاجتماعية، من المطلوب عادة اجتياز امتحان تشابكوا، الذي يختبر معرفتهم العملية في بعض المهارات. إلى جانب تعريف التشونغين كشريحة من الطبقة الوسطى، كانوا الطبقة الاجتماعية الأصغر في كوريا الملكية.
كان التشونغين الكوريون -كطبقة اجتماعية- مشابهين تقريبًا للطبقة الوسطى في أوروبا. كان الموظفون المحليون في المناطق الريفية متساوين في الأساس مع البيروقراطيين الصغار.

## مشاهير من التشونغين
برز التشونغين بشكل خاص في أواخر القرن التاسع عشر وأوائل القرن العشرين عندما اتجهوا نحو الترحيب بالمؤسسات والأفكار الغربية لتحديث كوريا.
- يو دايتشي (أ. ك. أ. يو هونغي
- أو غيونغسوك وابنه أو سيشانغ، وبيون سو، وكيم غيوسيك، وتشوي نام-سيون.